# Acropora brueggemanni
Acropora brueggemanni is een rifkoralensoort uit de familie van de Acroporidae. De wetenschappelijke naam van de soort is voor het eerst geldig gepubliceerd in 1893 door Brook.